# Susan Delfino

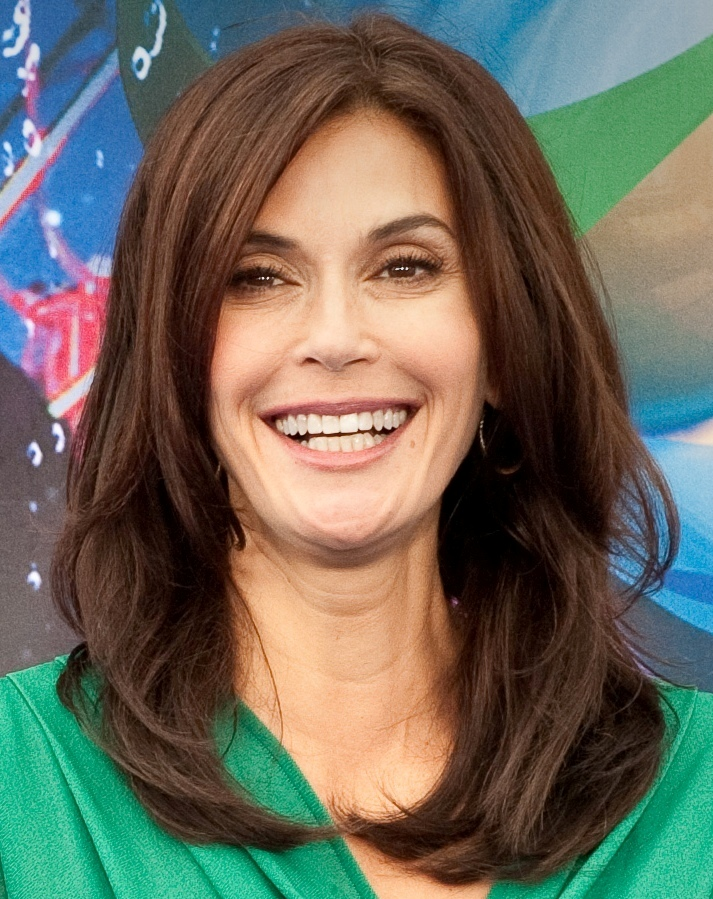
Teri Hatcher, de actrice die Susan Delfino speelt

Susan Delfino (geboortenaam Bremmer, voorheen Mayer) is een personage uit de Amerikaanse televisieserie Desperate Housewives, gespeeld door Teri Hatcher.
Susan was twee getrouwd met Karl Mayer en heeft een tienerdochter, Julie (Andrea Bowen). Karl heeft Susan echter bedrogen met zijn secretaresse, en zo blijft Susan alleen achter op Wisteria Lane met haar dochter. Susan is altijd op zoek naar de liefde, maar blijkt voor het ongeluk geboren. Ze schrijft kinderboeken als beroep en is de kluns uit de buurt. Ze is opnieuw getrouwd met Mike Delfino.

## Verhaallijn
Als nieuwe buur Mike Delfino op Wisteria Lane komt wonen, is ze meteen geïnteresseerd in hem. Maar ze is niet alleen: ook Edie heeft haar zinnen op Mike gezet. Susan probeert Mike op alle mogelijke manieren voor haar te winnen (ze steekt zelfs, per ongeluk, het huis van haar rivale Edie in brand). Maar Mike is niet zomaar naar Wisteria Lane verhuisd: hij is op zoek naar de moordenaar van Deirdre, zijn ex-vriendin. Susan vindt in het huis van Mike een geweer en veel geld, en gaat op zoek naar de echte Mike. Zo ontrafelt zij het geheim van Mary Alice en Mike. Als Mike erachter komt dat Zach eigenlijk zijn zoon is, en wat Mary Alice en Paul Deirdre hebben aangedaan, dreigt hij Paul te vermoorden. Hij bedenkt zich en keert terug naar huis. Daar houdt Zach net Susan onder schot, omdat Zach denkt dat Mike zijn vader is gaan vermoorden.
Mike komt zijn woonkamer binnen en met de hulp van Susan kan Mike Zach overmeesteren, maar door de chaos kan Zach ontsnappen. Samen met Susan gaat Mike op zoek naar zijn zoon. Als Susan Zach vindt en hem geld geeft om naar Utah te trekken (om zo uit de buurt te blijven van haar dochter Julie), is Mike woest en maakt hij het uit met Susan. Susan geraakt er al snel overheen en na een mislukte date, waardoor Susan in het ziekenhuis belandt, leert ze in het ziekenhuis dokter Ron kennen. Hij redt haar van haar date en nadat hij haar onderzocht heeft, blijkt dat ze een operatie moet ondergaan aan haar milt. Susan ziet ook wel meer in Ron en probeert hem te overtuigen met haar uit te gaan, waar hij op ingaat. Er is echter een ander probleem: Susan kan de operatie niet betalen doordat ze geen verzekering heeft. Daardoor komt ze al snel bij haar ex-man Karl terecht, die Susan nog altijd wel ziet zitten. Karl is echter een relatie begonnen met Edie Britt, de aantrekkelijke dame op Wisteria Lane en Susans vijand nummer één. Achter haar rug om trouwt Susan met Karl, om zo de operatie te kunnen betalen. Karl heeft het ook niet op dokter Ron en probeert hem, door Mike in te zetten, aan de kant te zetten. Hij slaagt hier wonderwel in. Edie komt er echter achter dat Susan en Karl getrouwd zijn. Ze is boos, maar de relatie met Karl zet ze voort. Karl is Edie echter beu en dumpt haar. Susan heeft dan ook nog eens met Karl geslapen. Als Edie daarachter komt, is ze zo woest, dat ze Susans huis in brand steekt. Mike heeft ondertussen door dat hij nog altijd op Susan verliefd is en besluit haar ten huwelijk te vragen. Als Mike op weg is naar een romantisch afspraakje met Susan, wordt hij door Orson overreden.
Hij ligt in coma, en Susan wijkt geen moment van zijn zijde. Doordat ze zoveel in het ziekenhuis zit, leert ze Ian kennen. Hij is een lotgenoot, want zijn vrouw ligt eveneens al jaren in coma. Ze kunnen het goed vinden, en uiteindelijk worden ze verliefd. Ze is op weekend met Ian wanneer Mike uit zijn coma ontwaakt, en daar maakt Edie handig gebruik van: zij is er als eerste bij wanneer Mike bijkomt en maakt hem wijs dat Susan de slet van de buurt is - wat Mike gelooft. Edie laat al haar charmes op hem los, en Mike en Edie beginnen iets. Als Susan uiteindelijk bij Mike komt, is de conversatie heel stroef. Mike wil haar liever niet zien, en Susan stort haar hart uit bij Ian, die haar opvangt. Als Edie hem echter dumpt, en Mike stilaan zijn geheugen terugkrijgt, beseft Mike hoe fout hij zat. Ian vertrouwt de hele zaak niet: hij is jaloers en vraagt Mike om bij Susan weg te blijven (sterker nog: hij probeert haar mee te krijgen naar Londen om zo definitief van Mike verlost te zijn). Net op het moment dat Ian Susan volledig vertrouwt, begint Susan te wankelen: ze voelt iets borrelen voor Mike en weet niet meer wie te kiezen: Ian of Mike. Ze kiest voor Ian, waardoor Mike uit Wisteria Lane vertrekt. Als Ian merkt dat Susan niet gelukkig is, verbreekt hij de relatie met Susan. Zij gaat nu als een gek achter Mike aan: ze gaat zelfs op kampeertocht (in ware Susan-stijl) op zoek naar Mike, maar raakt de weg kwijt. Als Mike dan Susan uiteindelijk vindt, neemt hij haar in zijn armen en volgt er een passionele kus. Susan regelt het dan zo dat zij en Mike vervolgens in het bos, met alleen Julie als getuige, kunnen trouwen.
Susan is met Mike getrouwd in de laatste aflevering van vorig seizoen. Susan twijfelt aan Mikes geluk: is hij wel gemaakt voor een leven in een buitenwijk? Moet hij zijn vrijheid niet te veel opgeven? Susan wil Mike pas geloven als blijkt dat ze zwanger van hem is en hij herhaalt dat hij gelukkig is. Wanneer Mike en Susan onderzoek doen naar ziektes in hun familie, biecht Mike op dat zijn vader nog leeft maar een levenslange gevangenisstraf uitzit. Susan Wil hem per se opzoeken maar daardoor raakt ze in de war als de vader van Mike zegt dat hij en Mike dezelfde zijn. Ze twijfelt of Mike ook in staat is om iemand te vermoorden. Dankzij Bree ontdekt ze dat Mike nog steeds verslaafd is aan medicatie die hij inneemt voor een werkongeval van maanden geleden. Wanneer hij zijn dealer opbelt voor nog meer pillen, wil die hem geen pillen meer geven totdat Mike hem zijn geld geeft. Mike belooft hem dan geld, maar hij laat zich niet zomaar afschepen en staat de volgende ochtend aan zijn deur. Maar het is Susan die de deur opent en ze ziet hem als de ideale schoonzoon die geneeskunde studeert. Susan nodigt hem dan uit om de dag erna terug te komen (want zij gaat er dan voor zorgen dat Julie (Desperate housewives) thuis is). Wanneer Mike dit ziet, is hij boos en vertelt hij alles tegen Susan, die vervolgens Barry (de drugsdealer) uit huis zet. Ze twijfelt nog steeds aan Mike's eerlijkheid en controleert 's nachts zijn auto en vindt een pillendoosje voorgeschreven door Orson. Tijdens een ruzie over het drugsgebruik valt Susan van de trap. Ze reppen zich naar het ziekenhuis. In het ziekenhuis vindt Mike dat het allemaal te traag gaat en hij valt een verpleger aan. Nadat Susan onderzocht is door een dokter en de baby in orde is, vindt Susan dat het genoeg is en Mike naar een afkickcentrum moet.